# بوزينة
بوزينة هي بلدية ودائرة في ولاية باتنة بالجزائر.